# Han-sur-Meuse
Han-sur-Meuse ist eine französische Gemeinde mit 269 Einwohnern (Stand 1. Januar 2022) im Département Meuse in der Region Grand Est; sie gehört zum Arrondissement Commercy und zum Gemeindeverband Sammiellois.

## Geografie
Han-sur-Meuse liegt rund 54 Kilometer südwestlich der Stadt Metz im Osten des Départements Meuse. Die Gemeinde liegt fernab von Autobahnen an der Straße D964. Der Ortsteil Han-sur-Meuse liegt zwischen dem Canal de la Meuse und der Maas. Diese bildet teilweise die Nordgrenze der Gemeinde, die im Ostteil weitflächig bewaldet ist. Die Orte Ailly-sur-Meuse und Brasseitte liegen am rechten Ufer der Maas.

## Geschichte
Der Ort gehörte von 1793 bis 1801 zum District Saint Mihiel. Zudem von 1793 bis 1801 zum Kanton Sampigny und seit 1801 zum Kanton Saint-Mihiel. Die Gemeinde ist seit 1801 dem Arrondissement Commercy zugeteilt. Im Ersten Weltkrieg wurde Han-sur-Meuse durch Kriegshandlungen weitgehend zerstört.
Auf 1. Januar 1973 wurden die bis dahin selbständigen Gemeinden Ailly-sur-Meuse (1968: 54 Einwohner) und Brasseitte (1968: 68 Einwohner) eingegliedert.

## Bevölkerungsentwicklung
| Jahr                                                | 1962 | 1968 | 1975 | 1982 | 1990 | 1999 | 2006 | 2019 |
| Einwohner                                           | 218  | 189  | 200  | 239  | 276  | 248  | 260  | 272  |
| Quellen: Cassini und INSEE; heutiges Gemeindegebiet |      |      |      |      |      |      |      |      |

## Sehenswürdigkeiten
- Kirche Saint-Martin in Ailly-sur-Meuse (renoviert 1930)
- Kirche Saint-Léonard in Brasseitte (renoviert 1930)
- Kirche Saint-Marie-Marguerite in Han-sur-Meuse (neu errichtet 1930)
- Denkmal für die Gefallenen in Ailly-sur-Meuse[1]
- Denkmal für die Gefallenen in Brasseitte[2]
- Champ Dolas, ehemalige Militäranlage
- mehrere Wegkreuze

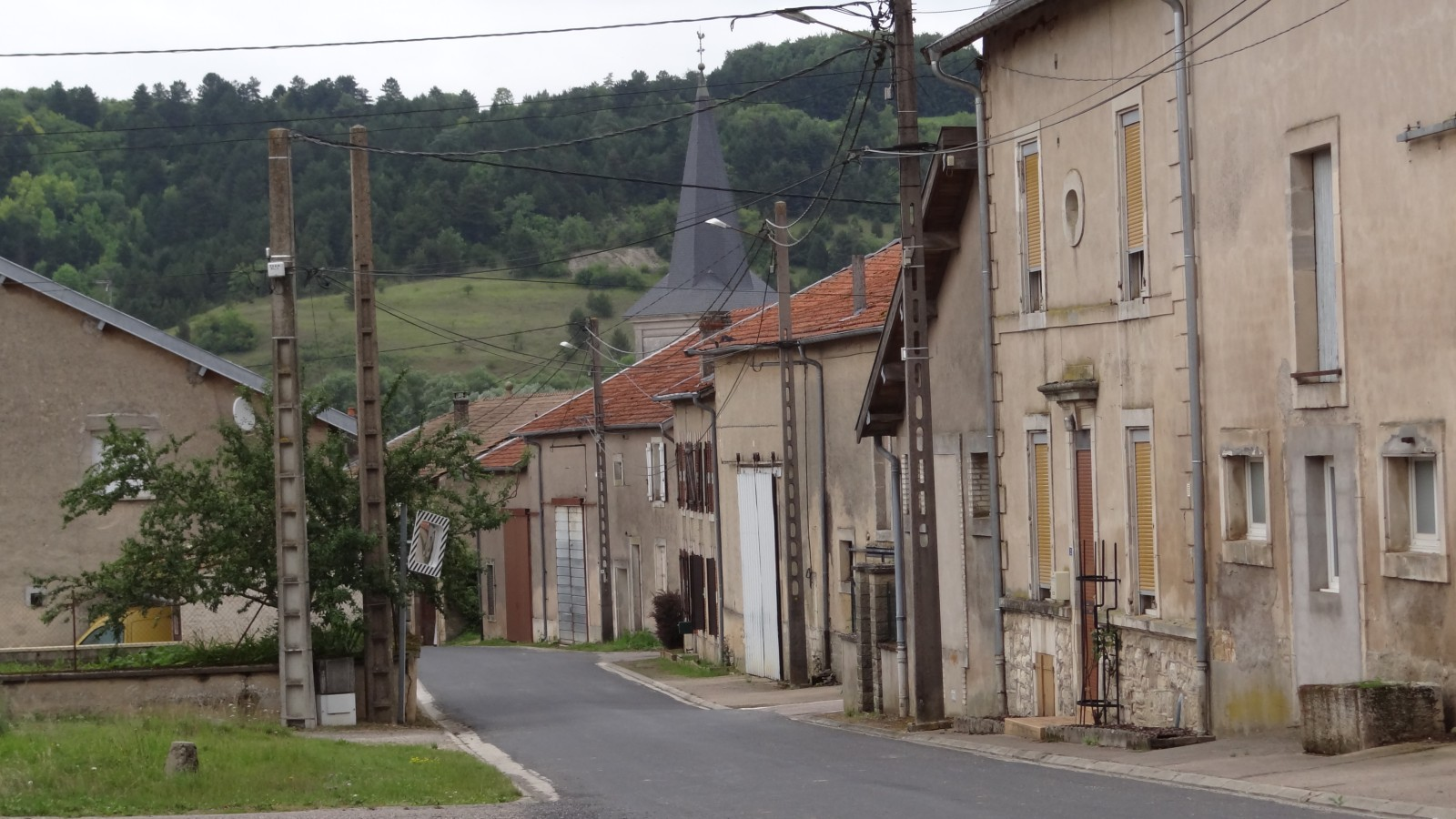
Der Gemeindeteil Han-sur-Meuse
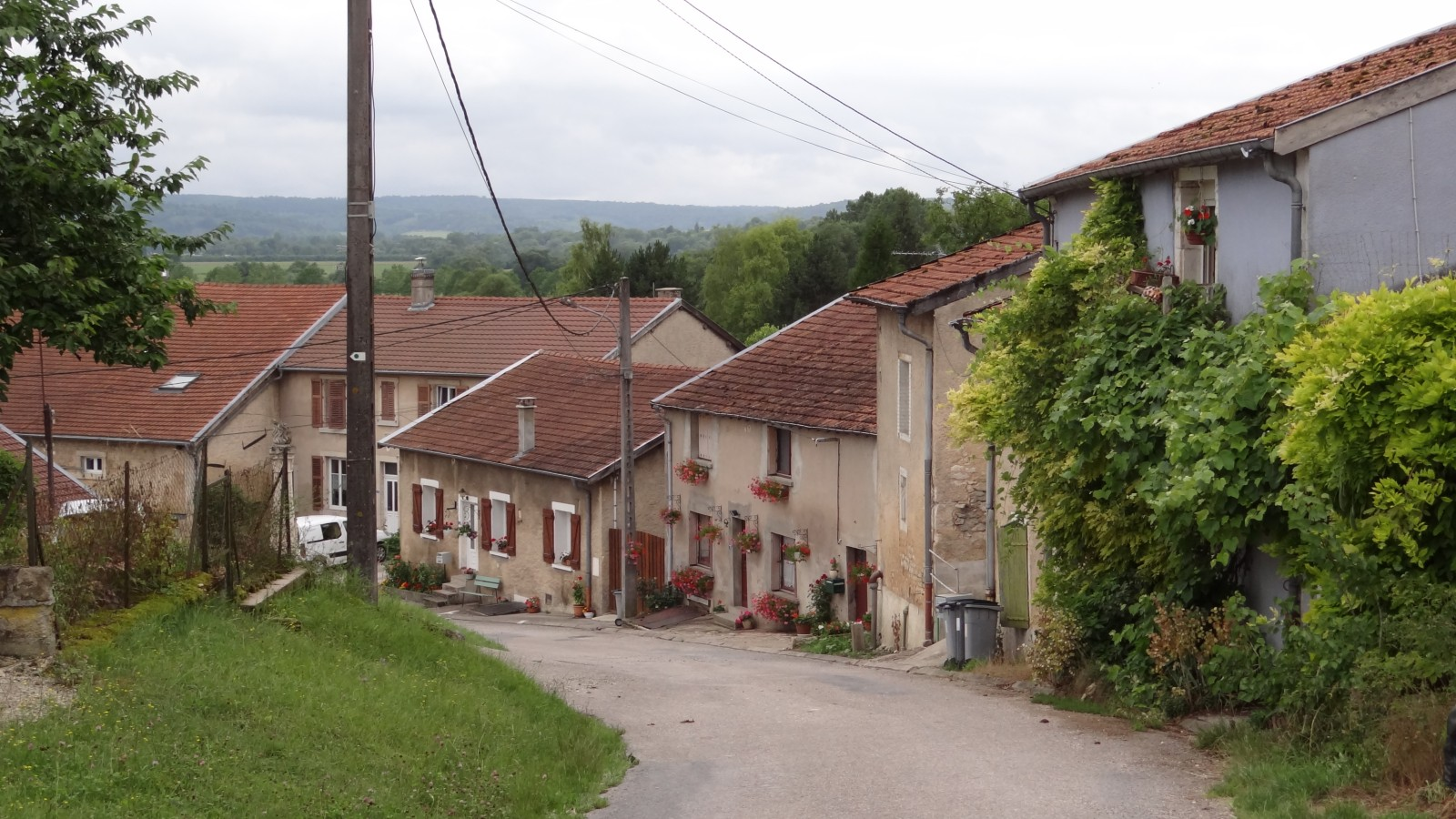
Der Gemeindeteil Ailly-sur-Meuse